# Herforder SV

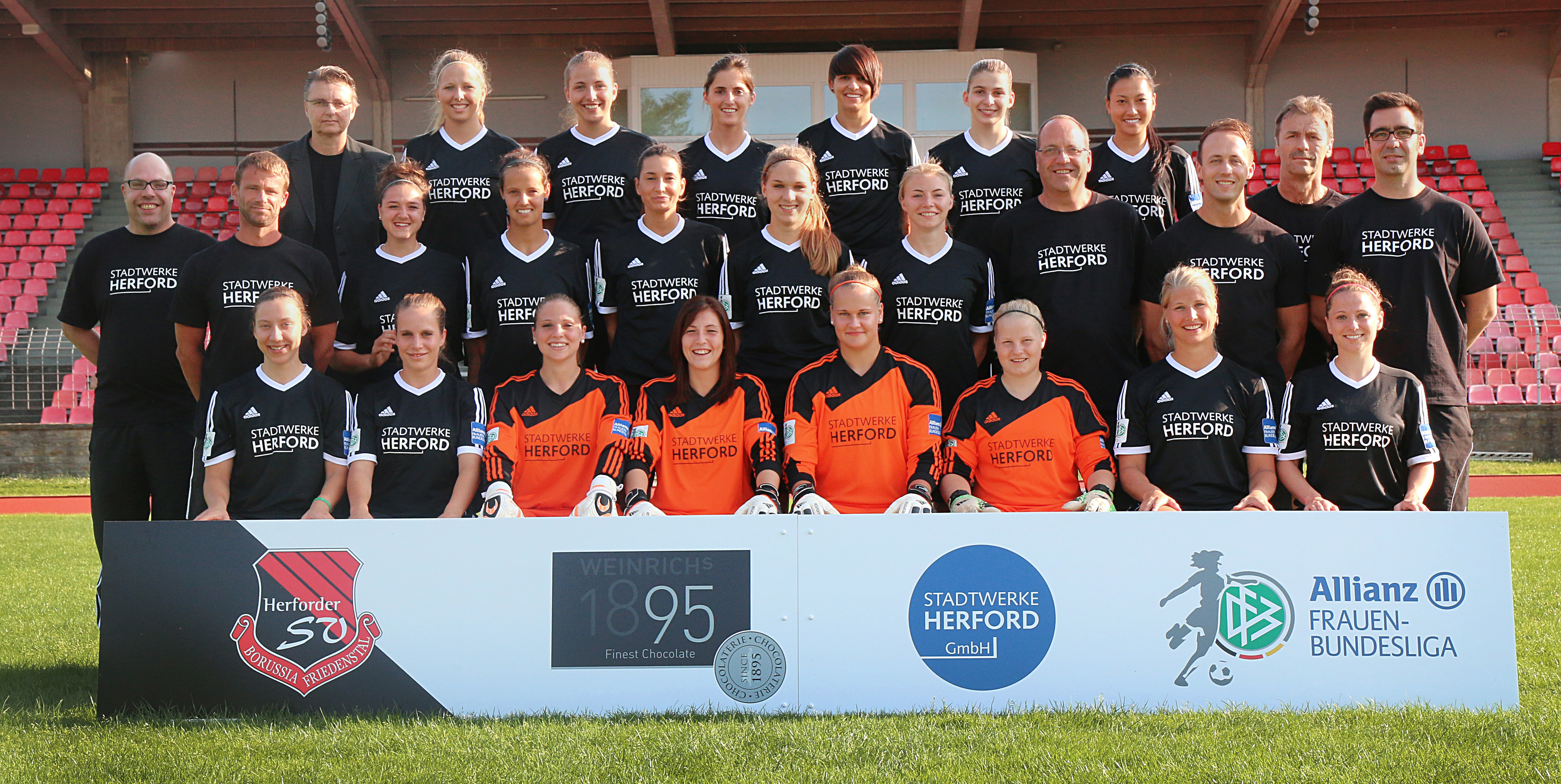
Die Mannschaft, Saison 2014/15

Der Herforder SV (vollständiger Name: Herforder Sportverein Borussia Friedenstal e. V.) ist ein Fußballverein aus dem Herforder Stadtbereich Friedenstal. Gegründet wurde der Verein im Jahre 1953. Die erste Frauenmannschaft spielte drei Jahre lang in der Bundesliga. Nach dem Abstieg 2025 tritt die Mannschaft in der Landesliga Westfalen an. Die Vereinsfarben sind schwarz-rot. Heimspielstätte ist das Ludwig-Jahn-Stadion.

## Geschichte

### Frühe Jahre (1953 bis 1990)
Im Jahre 1953 wurde in der Gaststätte Böke der HSV Borussia Friedenstal gegründet. Nach einem Gaudispiel entstand im Jahre 1969 unter der Leitung von Fritz Böke und Doris Henschel eine Frauenfußballmannschaft. Erster Trainer wurde Horst Hebrock. Vier Jahre später wurde der offizielle Spielbetrieb aufgenommen. Durch eine Niederlage im letzten Spiel gegen Löhne wurde der Aufstieg in die Bezirksliga verpasst. Rolf Gießelmann übernahm die Mannschaft. Gleichzeitig wurde eine Mädchenmannschaft gegründet. 1975 schaffte man den Aufstieg in die Bezirksliga. Schon drei Jahre später gelang als Vizemeister der Sprung in die Landesliga, die seinerzeit höchste Spielklasse.
1980 erreichte man das Finale im Westfalenpokal. Gegen den TSV Siegen unterlag man im Elfmeterschießen. Ein Jahr später qualifizierten sich die Herforderinnen als Vizemeister hinter dem FC Schalke 04 für die neu gegründete Verbandsliga Westfalen. Auch für die 1985 aus der Taufe gehobene Regionalliga West qualifizierte sich die Mannschaft als Dritter hinter Siegen und Schalke. Nachdem es bisher nur bergauf gegangen war, gab es nun einen Rückschlag. Aus vereinsinternen Gründen zog man die Mannschaft zurück und machte einen Neuanfang in der Verbandsliga. Der direkte Wiederaufstieg wurde verpasst. 1989 wurde Birgit Schmidt Spielertrainerin.

### Weg in die Bundesliga (1990 bis 2008)
1993 konnten die Herforderinnen den Wiederaufstieg in die Regionalliga erreichen und schafften in der folgenden Spielzeit den Klassenerhalt erst in den letzten Spielen. Im Jahre 1996 musste der HSV wieder absteigen. Die folgende Verbandsligasaison wurde ungeschlagen als Meister beendet. Zurück in der Regionalliga konnte sich die Mannschaft etablieren und erreichte in der Saison 1997/98 den dritten Platz. Unter der neuen Trainerin Elke Jackisch wurde im Jahre 2000 erstmals der Westfalenpokal gewonnen. Das Endspiel gegen den SV Brackel 06 wurde mit 3:1 gewonnen. Damit qualifizierten sich die Herforderinnen erstmals für den DFB-Pokal, wo die Mannschaft sich zunächst mit 5:0 gegen den SV Neuenbrook durchsetzte und dann im Achtelfinale mit 1:5 gegen den WSV Wolfsburg verlor.
Ein Jahr später war im DFB-Pokal im Achtelfinale Endstation. Nach einem Freilos in der ersten Runde sorgte der 1. FFC Turbine Potsdam 10:0 für das Aus der Herforderinnen. Im Jahre 2004 verpasste der HSV die Qualifikation für die neu geschaffene 2. Bundesliga. Am letzten Spieltag gegen die SG Lütgendortmund wurde die Qualifikation verpasst. Zwei Jahre später wurde die Mannschaft nach einer Aufholjagd Meister der Regionalliga West und schaffte erstmals den Aufstieg in die 2. Bundesliga. In der Saison 2006/07 belegte die Mannschaft den achten Platz. Höhepunkt war der 1:0-Sieg im Derby über den FC Gütersloh 2000.
In der darauf folgenden Saison 2007/08 wollte der Verein zunächst die Nummer eins in Ostwestfalen-Lippe werden und spielte im Frühjahr um die Meisterschaft mit. Am letzten Spieltag sicherte sich die Mannschaft durch einen 2:1-Sieg über die zweite Mannschaft des Hamburger SV und dem gleichzeitigen 1:1 des FC Gütersloh 2000 gegen die zweite Mannschaft des 1. FFC Turbine Potsdam die Meisterschaft und der Aufstieg in die Bundesliga. Marie Pollmann wurde mit 21 Treffern Torschützenkönigin der 2. Bundesliga Nord.

### Fahrstuhljahre (2008 bis 2020)
Nach nur einem Jahr stieg der Herforder SV jedoch als Vorletzter wieder ab, jedoch konnte der Verein den dritthöchsten Zuschauerschnitt der Liga erreichen. Der Verein konnte die Mannschaft weitestgehend zusammenhalten und erreichte in der Saison 2009/10 den direkten Wiederaufstieg. Das Team blieb während der Saison unbesiegt und erreichte bereits nach 17 von 22 Spieltagen den Aufstieg. In der Bundesligasaison 2010/11 war die Mannschaft chancenlos. Trainerin Tanja Schulte wurde im Oktober 2010 entlassen und durch Jürgen Prüfer ersetzt. Dennoch standen die Herforderinnen bereits fünf Spieltage vor Saisonende als Absteiger fest. Der 4:2-Sieg gegen den SC 07 Bad Neuenahr blieb der einzige dreifache Punktgewinn für die Herforderinnen. Im Jahre 2013 wurden die Herforderinnen Vizemeister der 2. Bundesliga Nord hinter dem BV Cloppenburg und stellten mit Anna Laue, die 22 Saisontore erzielte, erneut die Torschützenkönigin der Liga. Ein Jahr später wurde der HSV erneut Vizemeister. Da der 1. FFC Turbine Potsdam II als Meister nicht aufsteigen durfte, gelang den Herforderinnen der dritte Aufstieg in die Bundesliga. 
Doch erneut waren die Herforderinnen chancenlos und stieg mit nur fünf Punkten als Tabellenletzter wieder ab. Tiefpunkt der Saison war eine 0:10-Niederlage beim VfL Wolfsburg. Nach einer turbulenten Saison, in der die langjährige Präsidentin Birgit Schmidt zurücktrat, wurde Herford schließlich Vierter. Giustina Ronzetti wurde mit 23 Treffern Torschützenkönigin. Trainer Jürgen Prüfer wurde am 1. April 2016 beurlaubt und durch Daniel Hollensteiner ersetzt. In der Saison 2016/17 rutschten die Herforderinnen auf den drittletzten Platz ab. Nur durch den freiwilligen Rückzug des Drittletzten der Südgruppe SC Sand II konnte die Mannschaft die Klasse halten. Ein Jahr später stiegen die Herforderinnen als Tabellenletzter ab. Die Mannschaft verlor zu Hause mit 1:11 gegen Borussia Mönchengladbach und auswärts beim SV Meppen mit 0:12. Während der Regionalliga-Saison 2019/20 erklärte der Verein den freiwilligen Rückzug in die Westfalenliga. Die Regionalliga wäre für den Club „weder sportlich noch wirtschaftlich darstellbar“.

### Gegenwart (seit 2020)
In der Verbandsliga kamen die Herforderinnen zunächst nicht über sportliches Mittelmaß hinaus. Am Ende der Saison 2024/25 stieg die Mannschaft als abgeschlagener Tabellenletzter in die Landesliga ab.

## Statistik

### Erfolge
- Meister 2. Bundesliga Nord: 2008, 2010
- Meister Regionalliga West: 2006
- Westfalenpokalsieger: 2000
- Westfalenmeister der B-Juniorinnen: 2007, 2015[6]
- Westfalenpokalsieger der B-Juniorinnen: 2010[7]

### Saisonbilanzen
Grün unterlegte Platzierungen kennzeichnen einen Aufstieg während rot unterlegte Platzierungen auf Abstiege hinweisen.Fett geschriebene Namen der besten Torschützin kennzeichnet eine Torschützenkönigin.
| Saison  | Liga                   | Platz             | S                        | U                        | N                        | Tore                     | Punkte                   | DFB-Pokal          | Beste Torschützin       |
| ------- | ---------------------- | ----------------- | ------------------------ | ------------------------ | ------------------------ | ------------------------ | ------------------------ | ------------------ | ----------------------- |
| 1984/85 | Verbandsliga Westfalen | 03.               | nicht bekannt            | nicht bekannt            | nicht bekannt            | nicht bekannt            | nicht bekannt            | nicht qualifiziert |                         |
| 1985/86 | Regionalliga West      | 09.               | 03                       | 07                       | 12                       | 17:47                    | 13:31                    | nicht qualifiziert |                         |
| 1986/87 | Regionalliga West      | 12.               | Rückzug vor Saisonbeginn | Rückzug vor Saisonbeginn | Rückzug vor Saisonbeginn | Rückzug vor Saisonbeginn | Rückzug vor Saisonbeginn | nicht qualifiziert |                         |
| 1991/92 | Verbandsliga Westfalen | 06.               | nicht bekannt            | nicht bekannt            | nicht bekannt            | nicht bekannt            | nicht bekannt            | nicht qualifiziert |                         |
| 1992/93 | Verbandsliga Westfalen | 01.               | nicht bekannt            | nicht bekannt            | nicht bekannt            | nicht bekannt            | nicht bekannt            | nicht qualifiziert |                         |
| 1993/94 | Regionalliga West      | 08.               | 08                       | 03                       | 11                       | 34:38                    | 19:25                    | nicht qualifiziert |                         |
| 1994/95 | Regionalliga West      | 10.               | 07                       | 06                       | 09                       | 27:41                    | 20:24                    | nicht qualifiziert |                         |
| 1995/96 | Verbandsliga Westfalen | 01.               | nicht bekannt            | nicht bekannt            | nicht bekannt            | nicht bekannt            | nicht bekannt            | nicht qualifiziert |                         |
| 1996/97 | Regionalliga West      | 04.               | 12                       | 03                       | 09                       | 39:28                    | 39                       | nicht qualifiziert |                         |
| 1997/98 | Regionalliga West      | 03.               | 13                       | 05                       | 04                       | 42:20                    | 44                       | nicht qualifiziert |                         |
| 1998/99 | Regionalliga West      | 05.               | 09                       | 02                       | 11                       | 38:44                    | 29                       | nicht qualifiziert |                         |
| 1999/00 | Regionalliga West      | 05.               | 11                       | 01                       | 10                       | 37:39                    | 34                       | nicht qualifiziert |                         |
| 2000/01 | Regionalliga West      | 07.               | 06                       | 04                       | 10                       | 33:63                    | 22                       | Achtelfinale       |                         |
| 2001/02 | Regionalliga West      | 04.               | 14                       | 04                       | 06                       | 66:43                    | 46                       | Achtelfinale       |                         |
| 2002/03 | Regionalliga West      | 06.               | 11                       | 03                       | 10                       | 56:44                    | 36                       | nicht qualifiziert |                         |
| 2003/04 | Regionalliga West      | 09.               | 08                       | 03                       | 13                       | 41:48                    | 27                       | nicht qualifiziert |                         |
| 2004/05 | Regionalliga West      | 04.               | 12                       | 04                       | 06                       | 64:38                    | 40                       | nicht qualifiziert |                         |
| 2005/06 | Regionalliga West      | 01.               | 16                       | 03                       | 03                       | 80:32                    | 51                       | nicht qualifiziert |                         |
| 2006/07 | 2. Bundesliga Nord     | 08.               | 08                       | 06                       | 08                       | 42:42                    | 30                       | 2. Runde           | Marie Pollmann (14)     |
| 2007/08 | 2. Bundesliga Nord     | 01.               | 13                       | 05                       | 04                       | 53:33                    | 44                       | Achtelfinale       | Marie Pollmann (21)     |
| 2008/09 | Bundesliga             | 11.               | 04                       | 02                       | 16                       | 23:79                    | 14                       | 2. Runde           | Marie Pollmann (9)      |
| 2009/10 | 2. Bundesliga Nord     | 01.               | 18                       | 04                       | 0                        | 69:21                    | 58                       | 2. Runde           | Marie Pollmann (23)     |
| 2010/11 | Bundesliga             | 12.               | 01                       | 02                       | 19                       | 25:80                    | 05                       | 2. Runde           | Laura Feiersinger (7)   |
| 2011/12 | 2. Bundesliga Nord     | 04.               | 13                       | 04                       | 05                       | 62:27                    | 43                       | Achtelfinale       | Anna Laue (17)          |
| 2012/13 | 2. Bundesliga Nord     | 02.               | 15                       | 02                       | 05                       | 62:26                    | 47                       | Viertelfinale      | Anna Laue (22)          |
| 2013/14 | 2. Bundesliga Nord     | 02.               | 14                       | 05                       | 03                       | 54:18                    | 47                       | 2. Runde           | Kirsten Nesse (13)      |
| 2014/15 | Bundesliga             | 12.               | 01                       | 02                       | 19                       | 18:89                    | 05                       | Achtelfinale       | Kirsten Nesse (5)       |
| 2015/16 | 2. Bundesliga Nord     | 04.               | 11                       | 04                       | 07                       | 55:38                    | 37                       | Achtelfinale       | Giustina Ronzetti (23)  |
| 2016/17 | 2. Bundesliga Nord     | 10.               | 07                       | 01                       | 14                       | 34:67                    | 22                       | 1. Runde           | Giustina Ronzetti (13)  |
| 2017/18 | 2. Bundesliga Nord     | 12.               | 02                       | 03                       | 17                       | 27:94                    | 09                       | 1. Runde           | Giustina Ronzetti (11)  |
| 2018/19 | Regionalliga West      | 11.               | 09                       | 05                       | 12                       | 56:63                    | 32                       | Achtelfinale       | Kristina Lazic (15)     |
| 2019/20 | Regionalliga West      | 14.               | 01                       | 04                       | 11                       | 06:57                    | 07                       | nicht qualifiziert | Laura Dahlkemper (2)    |
| 2020/21 | Westfalenliga          | Saison annulliert | Saison annulliert        | Saison annulliert        | Saison annulliert        | Saison annulliert        | Saison annulliert        | nicht qualifiziert |                         |
| 2021/22 | Westfalenliga          | 09.               | 10                       | 04                       | 14                       | 49:40                    | 34                       | nicht qualifiziert | Pia-Marie Salzmann (18) |
| 2022/23 | Westfalenliga          | 08.               | 09                       | 04                       | 13                       | 50:62                    | 31                       | nicht qualifiziert | Pia-Marie Salzmann (23) |
| 2023/24 | Westfalenliga          | 06.               | 11                       | 05                       | 10                       | 59:49                    | 38                       | nicht qualifiziert | Pia-Marie Salzmann (21) |
| 2024/25 | Westfalenliga          | 14.               | 01                       | 07                       | 18                       | 30:88                    | 10                       | nicht qualifiziert | Pia-Marie Salzmann (17) |

## Persönlichkeiten
| - Friederike Abt (U-19-Europameisterin 2011) - Verena Aschauer (Nationalspielerin) - Hannah Bromley (Nationalspielerin) - Claudia Bujna (U-17-Europameisterin 2008) - Laura Feiersinger (Nationalspielerin) - Laura Giuliani (Nationalspielerin) - Marion Gröbner (Nationalspielerin) - Heleen Jaques (Nationalspielerin) - Anna Laue (Torschützenkönigin der 2. Liga Nord 2012/13) | - Kerstin Nolte (langjährige Spielerführerin) - Marie Pollmann (Torschützenkönigin der 2. Liga Nord 2009/10) - María José Rojas (Nationalspielerin) - Kerstin Stegemann (Nationalspielerin) - Sophia Thiemann - Jennifer Voss (Nationalspielerin) - Lena Wermelt - Danica Wu (Nationalspielerin) |

## Stadion
Sportliche Heimat ist das Ludwig-Jahn-Stadion in Herford. Das Stadion wurde 1955 gebaut und bietet 18.400 Zuschauern Platz. Bei Bundesligaspielen ist das Fassungsvermögen durch Sicherheitsauflagen des DFB und der Versammlungsstättenverordnung auf 5.000 Zuschauer begrenzt. Auf der Haupttribüne gibt es 1.400 überdachte Sitzplätze. Die bisher höchste Zuschauerzahl erreichte der Verein am 17. September 2008, als 2.748 Zuschauer das Bundesligaspiel gegen den 1. FFC Frankfurt sahen.

## Weitere Mannschaften
Die zweite Frauenmannschaft spielt seit dem Abstieg im Jahre 2016 in der fünftklassigen Landesliga. Im Nachwuchsbereich hat der Verein vier Mädchenmannschaften. Die B-Juniorinnen wurden 2010 Vizemeister der Regionalliga West sowie Gruppenzweiter in der Endrunde um die deutsche Meisterschaft und gewannen den Westfalenpokal.